# Kōsa
Kōsa (光佐, 20 février 1543 - 27 décembre 1592), aussi connu sous le nom Hongan-ji Kennyo (本願寺 顕如), est le 11e chef du Hongan-ji de Kyoto et abbé en chef du Ishiyama Hongan-ji, temple forteresse des Ikkō-ikki (moines guerriers bouddhiste et paysans qui s'opposent à la domination des samouraï), durant son siège à la fin de la période Sengoku. Il conçoit de nombreuses alliances et organise les défenses du temple, au point que la plupart à l'époque considèrent l'Ishiyama Hongan-ji comme inviolable.
En 1570, Takeda Shingen, un proche de Kōsa par le mariage, fait face non pas un mais trois principaux rivaux : Oda Nobunaga, Tokugawa Ieyasu et Uesugi Kenshin. Il demande à l'abbé de l'aide et Kōsa convainc les sectaires Ikko (également appelés monto) de la province de Kaga de se soulever contre Uesugi Kenshin. Plusieurs années plus tard, après la mort de Takeda Shingen, Kosa s'assure l'aide du clan Mōri dans la lutte contre Oda Nobunaga et la défense des lignes de ravitaillement du Hongan-ji contre le blocus.
Le siège d'Ishiyama Hongan-ji par Oda Nobunaga commence en 1570 et sera le siège le plus long de l'histoire du Japon. 
Conformément à l'organisation stratégique des défenses et des alliances de Kōsa, la forteresse est presque inattaquable et la flotte du clan Mōri protège les lignes de ravitaillement pendant un certain temps. Kōsa (et les Mōri) demandent l'aide à la fois de Takeda Katsuyori (fils de Shingen) et de Uesugi Kenshin ainsi que des armées Ikko d'autres provinces, pour attaquer Nobunaga et soulager le siège. Mais ni Takeda ni Uesugi ne répondent à son appel. Lorsque Nobunaga attaque la forteresse avec 3 000 soldats, les moines ripostent avec 15 000 hommes ; Nobunaga décide alors d'attaquer les alliés de Kōsa, les clans Asakura, Uesugi et Azai ainsi que d'autres avant-postes de moines Ikkō-Ikki. L'abbé écrit une lettre désespérée aux partisans des Ikko dans les provinces de Musashi et Sagami, leur demandant de tenir ferme et d'envoyer des ravitaillements et des renforts. L'approvisionnement de la forteresse est presque épuisé et les avant-postes presque tous détruits en 1580. Nobunaga ordonne à l'abbé d'évacuer la forteresse et de quitter Osaka. Kōsa délibère avec ses alliés, en particulier les Mōri, puis part pour la province de Kii dans l'espoir d'y réunir des renforts. Il laisse son fils responsable de la forteresse qui se rend après l'arrivée d'un messager impérial avec une demande officielle de l'empereur de le faire. La forteresse brûle mystérieusement après que les moines l'ont quittée.
Malgré cette incroyable défaite, Kōsa reste dévoué à la secte des Ikko et a l'idée de reprendre un temple forteresse central pour la secte. Il commence par solliciter l'aide des sectaires Ikko pour aider Toyotomi Hideyoshi afin de gagner la faveur de Hideyoshi. En 1583, Kosa envoie des guerriers Ikko harceler Shibata Katsuie, ennemi de Hideyoshi, et en 1587 des messagers à Kyūshū demander aux chefs Ikko qui s'y trouvent de servir de guides pour l'armée de Hideyoshi dans la province de Satsuma. En 1589, Hideyoshi accorde à Kōsa son souhait d'un nouvel Hongan-ji. Le site en est le sanctuaire du patriarche Shinran à Kyoto. Déplacé en 1591, il est maintenant connu comme le Nishi Hongan-ji.

## Dans la culture populaire
Kōsa est généralement connu sous le nom Honganji Kennyo. Il apparaît ainsi dans les jeux vidéo Koei Samurai Warriors, Kessen III et Mōri Motonari : Chikai no Sanya, ainsi que dans le jeu Sengoku Basara 2 de Capcom;  il est dépeint comme un chef de secte obèse et obsédé par l'argent.
Il apparaît aussi dans le yonkoma Nobunaga no Shinobi et son adaptation animée. Il est dépeint comme un homme sage, riche, influent et puissant. Il est aussi très fier de son crâne rasé.

## Source de la traduction
- (en) Cet article est partiellement ou en totalité issu de l’article de Wikipédia en anglais intitulé « Kōsa » (voir la liste des auteurs).